# Eremobates mormonus
Eremobates mormonus är en spindeldjursart som först beskrevs av Roewer 1934.  Eremobates mormonus ingår i släktet Eremobates och familjen Eremobatidae. Inga underarter finns listade i Catalogue of Life.